# Thénouville
Thénouville é uma comuna francesa na região administrativa da Normandia, no departamento de Eure. Estende-se por uma área de 13.19 km². Em 2010 a comuna tinha 1 027 habitantes (densidade: 77,9 hab./km²).
Foi criada em 1 de janeiro de 2017, após a fusão das antigas comunas de Bosc-Renoult-en-Roumois (sede) e Theillement. Em 1 de janeiro de 2018, a antiga comuna de Touville também foi incorporada.